# 火焰之星星雲
火焰之星星雲(目錄名稱IC 405、SH 2-229、Caldwell 31)是一個在御夫座內包圍著淡藍色御夫座AE的發射/反射星雲，閃耀著6.0等的光輝，在天球上的座標位置為赤經
05h 16.2m赤緯+34° 28′ ″。它圍繞著不規則變星御夫座AE，並且鄰近發射星雲IC 410、疏散星團M38、和肉眼可見的K型恆星 五車一(御夫座ι)。這個星雲的大小約為37.0' x 19.0'，距離大約1,500光年
。由自行運動追溯中央的恆星源頭，相信是來自獵戶腰帶的區域。這個星雲的直徑大約是5光年 。

## 外部連結
- SIMBAD Data: IC405 - Radio Source （页面存档备份，存于）
- NED Data: IC 0405 （页面存档备份，存于）
- SEDS Data: IC 405 Archive.today的存檔，存档日期2012-12-21

- WikiSky上关于火焰之星星雲的内容：DSS2, SDSS, GALEX, IRAS, 氢α, X射线, 天文照片, 天图, 文章和图片